# Signori si nasce
Signori si nasce è un film del 1960 diretto da Mario Mattoli.

## Trama
Anno 1906, età giolittiana: il barone Ottone Spinelli degli Ulivi, detto Zazà,  nonostante la sua nobile ascendenza, è sempre al verde, a causa di una vita dissoluta passata dietro le quinte dei teatri a corteggiare le soubrette. Nonostante l'indigenza economica, l'uomo continua a intrattenere una vita da nobile, vivendo in un albergo (gratuitamente) e servito dal fedele Battista. Incalzato da un creditore insoluto, tale Bernasconi, viene denunciato perché ha falsificato la garanzia su una cambiale in scadenza e ovviamente scoperta.
Messo alle strette, Zazà decide con riluttanza di accettare il consiglio di Battista, ossia chiedere un prestito al fratello Pio degli Ulivi, titolare di una sartoria frequentata principalmente da prelati e suore. Tra i due fratelli non corre buon sangue a causa dello stile di vita di Zazà, ritenuto immorale da Pio, uomo timorato di Dio, dedito al lavoro ed alla carità. Presentatosi a casa del fratello, Zazà viene scacciato e, per dispetto, fa credere al fratello di volersi suicidare. Rientrato in casa, riceve l'inaspettata visita della bella e spregiudicata soubrette Patrizia, che finge di sedurlo allo scopo di dimostrargli il suo talento recitativo e quindi chiedergli di farle ottenere la parte in una Rivista.
Zazà spiega alla ragazza che lo spettacolo era stato abbandonato dal produttore ma, nel mezzo della discussione, arriva Pio, spaventato dalle minacce suicide del fratello. Per spillare quattrini a Pio per la cambiale e per rilevare la Rivista, Zazà decide di far credere al fratello che Patrizia è sua figlia. Valutata la situazione, Pio decide di invitare fratello, presunta nipote e presunto fidanzato di Patrizia a casa sua.
Durante la permanenza a casa del fratello, Zazà si traveste da sacerdote per ingannare Bernasconi facendogli credere di essere fratello gemello del vero debitore per ottenere un rinvio del pagamento. Successivamente nascono una serie di equivoci, durante i quali Pio si convince a torto di essere padre di Patrizia ed arriva a travestirsi da sacerdote, venendo smascherato e abbandonato dai suoi clienti. Alla fine Zazà riesce a sanare la cambiale e costringe il fratello a finanziare lo spettacolo teatrale, con Patrizia primadonna.

## Riprese
Il film è stato girato negli stabilimenti IN.CI.R. De Paolis di via Tiburtina a Roma.